# Люлье, Клод-Эмманюэль
Клод-Эмманюэль Люлье́, прозванный Шапе́ль (фр. Claude-Emmanuel Lhuillier, dit Chapelle; 1626 год, парижский пригород Шапель возле Монмартра — сентябрь 1686 года, Париж) — французский поэт; находился в дружественных отношениях с Расином, Буало, Мольером и Лафонтеном.

## Биография
Незаконный сын Франсуа Люлье (François Luillier), советника парламента города Меца, признанный отцом в 1642 году.

## Творчество
- Писал преимущественно стихотворения анакреонтического содержания.
- Вместе с Башомоном сочинил юмористическое произведение под заглавием «Voyage en Provence et en Languedoc» (1663 и 1854).
- Его «Oeuvres» (вместе с произведениями Башомона) издавались в Гааге и Париже в 1775 году и позже.

## У Пушкина
Несколько раз упоминается в сочинениях Александра Пушкина:
- «Шапеля в песнях призывая, пишу короткие стихи»[1];
- в 1816 году называл Вяземского «Шапель Андреевич»[2].